# Landepéreuse
Landepéreuse är en kommun i departementet Eure i regionen Normandie i norra Frankrike. Kommunen ligger i kantonen Beaumesnil som tillhör arrondissementet Bernay. År 2018 hade Landepéreuse 391 invånare.

## Befolkningsutveckling
Antalet invånare i kommunen Landepéreuse
Referens:INSEE